# Sparicotyle chrysophrii
Sparicotyle chrysophrii is een soort in de taxonomische indeling van de platwormen (Platyhelminthes). De worm is tweeslachtig en kan zowel mannelijke als vrouwelijke geslachtscellen produceren. De soort leeft in zeer vochtige omstandigheden.
De platworm behoort tot het geslacht Sparicotyle en behoort tot de familie Microcotylidae. De wetenschappelijke naam van de soort werd voor het eerst geldig gepubliceerd in 1863 door van Beneden & Hesse.